# 社長洋行記
『社長洋行記』（しゃちょうようこうき）は、1962年4月29日に東宝系で公開された日本映画。カラー。東宝スコープ。なお本作には、『THREE GENTLEMEN from TOKYO』（スリー・ジェントルメン・フロム・トーキョー）という副題が添えられている）。

## 概要
『社長』シリーズ第14作。本作と次作『続・社長洋行記』の最大の特徴は、シリーズ初の海外ロケを行ったことで、当時イギリス領だった香港で行われた。監督は『お姐ちゃん罷り通る』で香港ロケの経験がある杉江敏男が『続サラリーマン忠臣蔵』以来の登板となり、更に助演には、当時香港映画界のスターで東宝作品『香港の夜』（監督：千葉泰樹）にも出演した尤敏が出演した。
『続・社長道中記』に出演した中真千子と、『サラリーマン清水港』に出演したフランキー堺が本作よりレギュラー入り、特にフランキー堺の加入はシリーズを活性化した。なお、司葉子は本作から『続・社長外遊記』まで出演しない。

## スタッフ
- 製作：藤本真澄
- 脚本：笠原良三
- 監督：杉江敏男
- 撮影：完倉泰一
- 照明：山口偉治
- 美術：村木与四郎
- 録音：刀根紀雄
- 音楽：神津善行
- 編集：小畑長蔵
- 助監督：野長瀬三摩地
- スチール：田中一清
- 協力：パン・アメリカン航空

## 出演者
- 本田英之助（「桜堂製薬」社長）：森繁久彌
- 本田滝子（英之助の妻）：久慈あさみ
- 本田めぐみ（英之助の娘）：中真千子
- 東海林平左衛門（「桜堂製薬」営業部長）：加東大介
- 東海林平一（平左衛門の長男）：西条康彦
- 東海林平二（平左衛門の次男）：小沢直好
- 南明（「桜堂製薬」秘書課長）：小林桂樹
- 南てつ（明の母）：英百合子
- 中山善吉（「桜堂製薬」宣伝兼営業課長）：三木のり平
- 三条河原修司（めぐみの恋人）：江原達怡
- 松野敬子（「桜堂製薬」秘書課のOL）：藤山陽子
- 早坂悦子（中華料理店「香港亭」の女将）：新珠三千代
- 松原あぐり（「みどり」の女将）：草笛光子
- 坂田（バイヤー）：フランキー堺
- 柳秀敏：尤敏
- 柳宗之（秀敏の兄）：洪洋
- 加藤（「加藤清商事」社長）：東野英治郎
- 五島（「加藤清商事」の社員）：伊藤久哉
- CM制作会社社員：佐田豊
- 東海林家の婆や：一万慈鶴恵
- 田中澄子（本田家の女中）：河美智子
- 田中さち：紅美恵子
- 女事務員A：丘照美
- 「みどり」の女中：毛利幸子、内山みどり
- 「みどり」の板前：桜井巨郎
- 結婚式の写真師：宮田洋容

## 同時上映
『どぶろくの辰』
- 原作：中江良夫／脚本：井手雅人、八住利雄／監督：稲垣浩／主演：三船敏郎